# Pseudoathyreus flavohirtus
Pseudoathyreus flavohirtus is een kever uit de familie cognackevers (Bolboceratidae). De wetenschappelijke naam van de soort werd in 1871 gepubliceerd door Francis Walker.